# Tuffi ai XVIII Giochi asiatici - Trampolino 3 metri maschile
La competizione dei tuffi dal trampolino 3 metri maschile dei XVIII Giochi asiatici si è disputata il 31 agosto 2018 presso il Gelora Bung Karno Aquatic Stadium, a Gelora, Giacarta Centrale, in Indonesia.  La gara si è svolta in due turni (preliminare e finale), in ognuno dei quali l'atleta ha eseguito una serie di sei tuffi.

## Programma
| Data           | Ora (UTC+7) | Turno       |
| -------------- | ----------- | ----------- |
| 31 agosto 2018 | 13:55       | Preliminari |
| 31 agosto 2018 | 20:50       | Finale      |

## Risultati

### Preliminare
| Class | Atleta                  | Nazione       | Tuffi | Tuffi | Tuffi | Tuffi | Tuffi | Tuffi | Totale |
| Class | Atleta                  | Nazione       | 1     | 2     | 3     | 4     | 5     | 6     | Totale |
| ----- | ----------------------- | ------------- | ----- | ----- | ----- | ----- | ----- | ----- | ------ |
| 1     | Xie Siyi                | Cina          | 85.00 | 80.85 | 88.20 | 89.25 | 94.35 | 83.60 | 521.25 |
| 2     | Cao Yuan                | Cina          | 81.60 | 84.00 | 94.50 | 90.00 | 68.25 | 96.90 | 515.25 |
| 3     | Woo Ha-ram              | Corea del Sud | 76.50 | 86.70 | 66.50 | 89.25 | 73.50 | 52.65 | 445.10 |
| 4     | Shō Sakai               | Giappone      | 75.00 | 75.00 | 71.40 | 72.00 | 80.50 | 69.75 | 443.65 |
| 5     | Ooi Tze Liang           | Malaysia      | 68.20 | 70.95 | 56.00 | 76.50 | 63.00 | 81.60 | 416.25 |
| 6     | Ken Terauchi            | Giappone      | 69.00 | 67.50 | 74.25 | 66.00 | 78.20 | 58.90 | 413.85 |
| 7     | Kim Yeong-nam           | Corea del Sud | 67.50 | 49.30 | 64.35 | 68.00 | 84.00 | 53.20 | 386.35 |
| 8     | Chew Yiwei              | Malaysia      | 69.75 | 74.80 | 28.00 | 70.50 | 64.35 | 73.10 | 380.50 |
| 9     | Ramananda Sharma        | India         | 48.05 | 57.00 | 54.00 | 63.00 | 62.90 | 61.20 | 346.15 |
| 10    | Adityo Restu Putra      | Indonesia     | 58.50 | 68.20 | 66.30 | 42.00 | 54.00 | 55.50 | 344.50 |
| 11    | Chawanwat Juntaphadawon | Thailandia    | 58.50 | 54.25 | 60.00 | 58.50 | 46.50 | 66.30 | 344.05 |
| 12    | Doston Botirov          | Uzbekistan    | 58.50 | 57.80 | 43.50 | 63.00 | 55.50 | 58.90 | 337.20 |
| 13    | Aldinsyah Putra Rafi    | Indonesia     | 60.00 | 60.45 | 57.80 | 52.50 | 46.50 | 43.50 | 320.75 |
| 14    | Abdulaziz Balghaith     | Qatar         | 42.00 | 48.60 | 32.20 | 40.50 | 43.40 | 42.00 | 248.70 |
| 15    | Tang Hio Fong           | Macao         | 43.20 | 49.95 | 34.80 | 32.20 | 43.20 | 41.25 | 244.60 |

### Finale
| Class   | Atleta                  | Nazione       | Tuffi | Tuffi | Tuffi | Tuffi | Tuffi  | Tuffi  | Totale |
| Class   | Atleta                  | Nazione       | 1     | 2     | 3     | 4     | 5      | 6      | Totale |
| ------- | ----------------------- | ------------- | ----- | ----- | ----- | ----- | ------ | ------ | ------ |
| Oro     | Xie Siyi                | Cina          | 88.40 | 74.25 | 97.20 | 91.00 | 105.45 | 104.50 | 560.80 |
| Argento | Cao Yuan                | Cina          | 83.30 | 89.25 | 94.50 | 88.20 | 93.60  | 91.20  | 540.05 |
| Bronzo  | Chew Yiwei              | Malaysia      | 69.75 | 74.80 | 82.25 | 72.00 | 79.20  | 78.20  | 456.20 |
| 4       | Ken Terauchi            | Giappone      | 73.50 | 67.50 | 75.90 | 72.00 | 68.00  | 74.40  | 431.30 |
| 5       | Shō Sakai               | Giappone      | 73.50 | 76.50 | 71.40 | 72.00 | 63.00  | 74.40  | 430.80 |
| 6       | Woo Ha-ram              | Corea del Sud | 76.50 | 79.90 | 53.20 | 78.75 | 72.00  | 62.40  | 422.75 |
| 7       | Ooi Tze Liang           | Malaysia      | 74.40 | 74.25 | 59.50 | 51.00 | 77.40  | 76.50  | 413.05 |
| 8       | Kim Yeong-nam           | Corea del Sud | 72.00 | 68.00 | 74.25 | 71.40 | 78.75  | 41.80  | 406.20 |
| 9       | Adityo Restu Putra      | Indonesia     | 64.50 | 72.85 | 71.40 | 67.50 | 63.00  | 64.50  | 403.75 |
| 10      | Doston Botirov          | Uzbekistan    | 63.00 | 35.70 | 61.50 | 60.00 | 60.00  | 55.80  | 336.00 |
| 11      | Chawanwat Juntaphadawon | Thailandia    | 61.50 | 62.00 | 63.00 | 63.00 | 36.00  | 42.50  | 328.00 |
| 12      | Ramananda Sharma        | India         | 60.45 | 58.50 | 37.50 | 58.50 | 66.30  | 44.20  | 325.45 |